# Internationale Vereinigung für Wissenschaftsgeschichte und -theorie
Die Internationale Vereinigung für Wissenschaftsgeschichte und -theorie (englisch: International Union of History and Philosophy of Science and Technology,  abgekürzt IUHPST) ist eine internationale Nichtregierungsorganisation, die die Zusammenarbeit von Wissenschaftsgeschichte und Wissenschaftstheorie fördert und diese Gebiete international vertritt. Die IUHPST ist Mitglied des Internationalen Wissenschaftsrats (ISC; vormals ICSU) und des Internationalen Rats für Philosophie und Humanwissenschaften (CIPSH). Sie wurde 1956 durch die Fusion der International Union of History of Science (IUHS) und der International Union of Philosophy of Science (IUPS),
gegründet, damals unter dem Namen International Union of History and Philosophy of Science (IUHPS). Heutzutage besteht sie aus zwei institutionell unabhängigen Institutionen, der Division für Wissenschafts- und Technologiegeschichte (englisch: Division of History of Science and Technology; DHST) und der Division für Logik, Methodologie und Wissenschafts- und Technologiephilosophie (englisch: Division of Logic, Methodology and Philosophy of Science and Technology; DLMPST). Der Vorsitz der Vereinigung wird nach einem Rotationsprinzip über die Vorstände der Divisionen organisiert.
Den heutigen Namen mit dem zusätzlichen „and Technology“ führt die Organisation seit 2015.

## DHST
Die Division für Wissenschafts- und Technologiegeschichte (englisch: Division of History of Science and Technology; DHST) ist eine internationale Nichtregierungsorganisation, die das Gebiet der Wissenschafts- und Technologiegeschichte international vertritt. Die DHST organisiert alle vier Jahre einen Weltkongress und koordiniert die Arbeit von zahlreichen Kommissionen. Die Mitglieder der DHST sind Nationen, vertreten durch sogenannte Nationalkomitees.
Vor 2005 trug die Division die englische Bezeichnung Division of History of Science (DHS).

### Vorstand der DHST
Der derzeitige DHST-Vorstand besteht aus
Marcos Cueto (Präsident),
Janet Brown (President Elect),
Takehiko Hashimoto (Erste Vizepräsidentin),
Hasok Chang (Zweiter Vizepräsident),
Liesbeth De Mol (Generalsekretärin),
Milada Sekyrková (Schatzmeisterin),
Thomas Haddad (stellvertretender Generalsekretär).

## DLMPST
Die Division für Logik, Methodologie und Wissenschafts- und Technologiephilosophie (englisch: Division of Logic, Methodology and Philosophy of Science and Technology; DLMPST) ist eine internationale Nichtregierungsorganisation, die das Gebiet der Logik und der Wissenschafts- und Technikphilosophie international vertritt. Die DLMPST organisiert alle vier Jahre einen Weltkongress und koordiniert die Arbeit von einigen Kommissionen. Die Mitglieder der DHST sind entweder ordentliche Mitglieder (Nationen, vertreten durch sogenannte Nationalkomitees) oder internationale Mitglieder (Fachverbände von Untergebieten oder regionale Fachverbände).
Bis 2015 hieß die DLMPST Division of Logic, Methodology and Philosophy of Science.

### Kongresse der DLMPST
Der Weltkongress der DLMPST hieß bis 2015 Congress for Logic, Methodology and Philosophy of Science (CLMPS). Nach der Umbenennung der Division heißt er nun Congress for Logic, Methodology and Philosophy of Science and Technology (CLMPST).

### Präsidenten der DLMPST
- Stephen Cole Kleene
- Georg Henrik von Wright (1963–1965)
- Yehoshua Bar-Hillel (1966–1969)
- Stephan Körner (1969–1971)
- Andrzej Mostowski (1971–1975)
- Jaakko Hintikka (1975)
- Patrick Suppes (1975–1979)
- Jerzy Łoś (1979–1983)
- Dana Scott (1983–1987)
- Lawrence Jonathan Cohen (1987–1991)
- Jens Erik Fenstad (1991–1995)
- Wesley Salmon (1995–1999)
- Michael O. Rabin (1999–2003)
- Adolf Grünbaum (2003–2007)
- Wilfrid Hodges (2007–2011)
- Elliott Sober (2011–2015)
- Menachem Magidor (2016–2019)
- Nancy Cartwright (2020–2023)

### Vorstand der DLMPST
Der derzeitige Vorstand der DLMPST besteht aus
Nancy Cartwright (Präsidentin),
Kim Sterelny (Erster Vizepräsident),
Verónica Becher (Zweite Vizepräsidentin),
Menachem Magidor (Altpräsident),
Benedikt Löwe (Generalsekretär),
Pierre Édouard Bour (Schatzmeister).
Der Vorstand der DLMPST von 2016 bis 2019 bestand aus
Menachem Magidor (Präsident),
Helen Longino (Erste Vizepräsidentin),
Amita Chatterjee (Zweite Vizepräsidentin),
Elliott Sober (Altpräsident),
Benedikt Löwe (Generalsekretär),
Peter Schroeder-Heister (Schatzmeister).